# Шом (Закарпатская область)
Шом (укр. Шом, венг. Beregsom) — село в Косоньской сельской общине Береговского района Закарпатской области Украины.
Население по переписи 2001 года составляло 1091 человек. Почтовый индекс — 90220. Телефонный код — 03141. Занимает площадь 1,1 км². Код КОАТУУ — 2120484001.

## История
В 1946 году указом ПВС УССР село Шом переименовано в Деренковец.
В 1995 году селу возвращено историческое название